# Liga Futebol Amadora Primeira Divisão
Liga Futebol Amadora Primeira Divisão (w skrócie: LFA Primeira Divisão) – piłkarskie rozgrywki ligowe na najwyższym szczeblu w Timorze Wschodnim. Ligę pod tą nazwą założono w 2015 roku i zastąpiła ona rozgrywki Super Liga Timorense. Najwięcej mistrzostw zdobyła drużyna Karketu Dili.

## Historia
Liga Futebol Amadora Primeira Divisão powstała w 2015 roku zastępując Super Liga Timorense, która ostatni raz była rozgrywana w 2006 roku. Jej pierwsze rozgrywki wygrała drużyna Sport Laulara e Benfica. W 2020 roku zdecydowano się nie rozgrywać ligi. Wznowioną jednak już rok później, a mistrzem został zespół Karketu Dili. W 2022 roku także nie rozegrano sezonu. W 2023 liga powróciła, a jej zwycięzcą ponownie został klub Karketu Dili.

## Drużyny w sezonie 2024
| Uczestnicy edycji 2023 | Uczestnicy edycji 2023  | Uczestnicy edycji 2023 |
| Poz.                   | Drużyna                 | Miejscowość            |
| ---------------------- | ----------------------- | ---------------------- |
| 1.                     | Karketu Dili            | Dili                   |
| 2.                     | Emmanuel FC             | Dili                   |
| 3.                     | Sport Laulara e Benfica | Laulara                |
| 4.                     | AS Ponta Leste          | Dili                   |
| 5.                     | Atlético Ultramar       | Manatuto               |
| 6.                     | Assalam FC              | Dili                   |
| 7.                     | FC Porto Taibesse       | Dili                   |
| 8.                     | CF Académica            | Dili                   |
| 9.                     | Aitana FC               | Dili                   |
| —                      | Lalenok United FC       | Dili                   |

Źródło:

## Mistrzowie ligi
Mistrzowie Timoru Wschodniego w piłce nożnej:
- 2015/16: Sport Laulara e Benfica
- 2017: Karketu Dili
- 2018: Boavista Futebol Clube Timor-Leste
- 2019: Lalenok United FC
- 2020: nie rozgrywano
- 2021: Karketu Dili
- 2022: nie rozgrywano
- 2023: Karketu Dili

## Statystyki

### Tabela medalowa
Mistrzostwo Timoru Wschodniego zostało do tej pory zdobyte przez 4 różne drużyny.
Stan po sezonie 2023.
| Klub                               | Liczba tytułów |
| ---------------------------------- | -------------- |
| Karketu Dili                       | 3              |
| Boavista Futebol Clube Timor-Leste | 1              |
| Lalenok United FC                  | 1              |
| Sport Laulara e Benfica            | 1              |